# Race Against Time: Searching for Hope in AIDS-Ravaged Africa
Race Against Time: Searching for Hope in AIDS-Ravaged Africa é um livro de não-ficção escrito por Stephen Lewis para as Conferências Massey. Lewis escreveu a obra no início de 2005, e a editora House of Anansi Press divulgou quando a série de palestras começou em outubro daquele ano. Cada um dos capítulos do livro foi apresentado como uma palestra em uma cidade canadense diferente, começando em Vancouver no dia 18 de outubro, e terminando em Toronto em 28 de outubro. Os discursos foram exibidos na CBC Radio One entre os dias 7 e 11 de novembro. O autor e orador, Stephen Lewis, era na época, o enviado especial das Nações Unidas para o combate ao HIV/AIDS na África e ex-embaixador canadense nas Nações Unidas. Embora ele tenha escrito o livro e as palestras em seu papel de cidadão canadense preocupado, suas críticas às Nações Unidas (ONU), organizações internacionais e outros diplomatas, incluindo a nomeação de pessoas específicas, foram consideradas pouco diplomáticas, e levaram vários revisores a especular se ele deveria ser retirado de sua posição na ONU.
No livro e nas palestras, Lewis argumenta que mudanças significativas são necessárias para cumprir os Objetivos de Desenvolvimento do Milênio na África até o prazo de 2015. Lewis explica o contexto histórico da África desde a década de 1980, citando uma sucessão de políticas econômicas desastrosas por instituições financeiras internacionais, ao investir de contribuir pela redução da pobreza. Ele liga os empréstimos de ajuste estrutural, com condições de gastos públicos limitados em infraestrutura de saúde e educação, à disseminação descontrolada da AIDS e à posterior escassez de alimentos, pois a doença infectou grande parte da população em idade ativa. Lewis também aborda questões como discriminação contra mulheres e o ensino primário para crianças. Para ajudar a aliviar os problemas, ele termina com possíveis soluções que exigem principalmente aumento do financiamento dos países do G8 para níveis além do que prometem.
Os revisores de textos consideram as críticas do livro como construtivas e a escrita sincera. Seu modelo de escrita se concentra menos em dados estatísticos, e mais ao conectar decisões de funcionários da ONU e diplomatas ocidentais às consequências na África. Diz-se que seus relatos de testemunhas oculares são sinceros e emocionais. O livro passou sete semanas em primeiro lugar na lista de best-sellers de não-ficção The Globe and Mail. Uma segunda edição foi lançada em junho de 2006. A Canadian Booksellers Association concedeu seu Prêmio Libris de livro de não-ficção do ano para Race Against Time, além do Prêmio de Autor do Ano para Lewis em 2006.

## Antecedentes
Em 2005, na época do lançamento, o autor Stephen Lewis, de 67 anos e morando em Toronto, trabalhava como um enviado especial das Nações Unidas para o combate ao HIV/AIDS na África, cargo que ocupava desde 2001. Anteriormente, ele trabalhou como vice-diretor do Fundo das Nações Unidas para a Infância (1994–1999), como embaixador canadense na ONU (1984–1988) e como líder do Novo Partido Democrático de Ontário (1970–1979). Depois que Lewis aceitou com otimismo a posição de enviado especial, ele ficou cada vez mais perturbado com a devastação que testemunhou. Já com um bela habilidade oratória, ele se tornou mais prático para falar sobre o assunto. Ele fundou a Fundação Stephen Lewis, recebeu a apresentadora Oprah Winfrey enquanto ela viajava pela África e foi tema de dois documentários premiados da revista The Nature of Things, intitulados Race Against Time e The Value of Life. Enquanto isso, ele foi condecorado pela Ordem do Canadá, premiado com a Medalha da Paz Pearson e nomeado Canadense do Ano (2003) pela revista MacLean's. Em 2005, foi convidado a ministrar a série anual de Conferências Massey da qual o livro Race Against Time foi adaptado. Ele escreveu o texto do início a meados de 2005 e proferiu a série de palestras em outubro, quando o livro foi lançado. Lewis escreveu o livro, não como funcionário da ONU, mas como cidadão preocupado com a resposta do mundo ao desafio da AIDS na África.

## Conteúdo
O que me deixa quase apoplético, e quero muito dizer isso, é que o Banco (Mundial) e o Fundo (Monetário Internacional) foram totalmente informados sobre seus erros, mesmo quando estes erros estavam sendo cometidos. É tão irritante que eles se recusaram a ouvir. (...) O fato é que a pobreza se tornou cada vez mais enraizada, ou que as economias não estavam respondendo ao dogma como o dogma previa, não fez diferença.

Race Against Time, página 16.
O livro é composto por cinco capítulos, dos quais derivaram as cinco palestras: contexto, pandemia, educação, mulheres e soluções. Antes desses capítulos estão as seções intituladas prefácio e agradecimentos, e depois uma seção do glossário. A segunda edição do livro contém uma seção de posfácio escrita em maio de 2006. No prefácio, escrito por Lewis em agosto de 2005, ele afirma que seu gênero preferido é a palavra falada e que a natureza do tema não lhe permitiria cobrir todos os aspectos de forma abrangente. Ele justifica sua escrita proclamando-se um devoto das Nações Unidas e descreve as funções que ocupou com a organização desde 1984. No primeiro capítulo, Lewis conta histórias de visitas à África e outros eventos relacionados à ONU como, em 1986, intermediar as resoluções da 13ª Sessão Especial da Assembleia Geral. Ele reconhece o colonialismo e os ideólogos da Guerra Fria como influências históricas na situação africana, mas se concentra nos efeitos dos empréstimos condicionais das instituições financeiras internacionais desde o final da década de 1980.
No segundo capítulo, Lewis discute sua história na África, começando na década de 1960 como professor de inglês em Gana. Ele compara a África dos anos 1960 abandonando o domínio colonial, otimista em relação às perspectivas futuras, com a África dos anos 2000 lutando contra a AIDS e a fome cada vez mais generalizada. Ele reconhece a tendência de fuga de cérebros, observando que "há mais médicos malauianos em Manchester [Inglaterra] do que no Malawi". No terceiro capítulo, Lewis examina como a ONU, o Banco Mundial e o Fundo Monetário Internacional (FMI) não cumpriram as promessas de acesso gratuito ao ensino primário. Nos casos em que os valores da matrícula escolar foram eliminadas, as despesas adicionais (para a compra de uniformes, livros, exames e matrícula) tiveram o mesmo efeito de limitar o acesso. O quarto capítulo explica como as questões das mulheres são ignoradas ou rejeitadas em conferências internacionais e pelos governos africanos. Lewis identifica a discriminação de gênero que ocorre mesmo dentro da organização da ONU, cuja equipe de gestão era dominada por homens. Ele liga as condições do Banco Mundial e do FMI de baixo gasto social em educação e saúde pelos governos dos países beneficiários à disseminação desenfreada da AIDS nesses mesmos países. A doença dizimou a idade ativa e a população agrícola da África, levando à fome. Ele pede às instituições financeiras internacionais que paguem "reparações" na forma de anulação da dívida.
Lewis conclui que mudanças dramáticas são necessárias para cumprir os Objetivos de Desenvolvimento do Milênio até 2015. No capítulo final, ele considera algumas medidas potenciais que podem ajudar na África. Ele lamenta as deficiências no financiamento dos países do G8, apesar das promessas renovadas e contínuas de financiamento total da implementação dos Objetivos de Desenvolvimento do Milênio. Suas medidas propostas incluem:
1. a expansão da Jubilee Coalition para incluir o cancelamento de subsídios agrícolas;
2. a fusão do Fundo de Desenvolvimento das Nações Unidas para as Mulheres, a Divisão das Nações Unidas para o Avanço das Mulheres e porções relevantes do Fundo de População das Nações Unidas em uma agência da ONU financiada em nível semelhante ao UNICEF;
3. manutenção do ímpeto no 'três por cinco' da Organização Mundial da Saúde (3 milhões de pessoas atendidas até 2005);
4. abordar o déficit de receita do Fundo Global de Combate à AIDS, Tuberculose e Malária por meio de doações de organizações do setor privado que lucram com a África  (exemplo: empresas farmacêuticas);
5. criar uma agência que possa fornecer ajuda alimentar de emergência em um prazo muito menor do que os programas atuais;
6. apoiando o Projeto Millennium Village de Jeffrey Sachs;
7. investir em pesquisa de vacinas e microbicidas;
8. eliminação das taxas escolares para a construção do ensino primário;
9. usar potes de dinheiro de microcrédito para mulheres cuidarem de órfãos;
10. planejamento para substituição de capacidade país por país, setor por setor.[15]

## Modelo de escrita
O modelo de escrita reflete a intenção do autor de usar o texto para uma série de palestras. A narração dirige-se ao público enquanto o guia através de explicações das questões e ilustrações anedóticas. O estilo de oração carismático, eloquente e enérgico de Lewis se reflete na escrita. O tom foi descrito como alto e persuasivo. Um revisor o chamou de "vintage Lewis – crítica incisiva fermentada com retórica de alta qualidade". O livro se concentra mais em experiências humanas do mundo real, em vez de números e estatísticas, ao discutir o efeito da AIDS na África subsaariana e a resposta do mundo. Os relatos das testemunhas oculares de Lewis são sinceros e vívidos. Por exemplo, ele relata visitas a hospitais e escolas enquanto explica as dificuldades dos setores nacionais de saúde e educação, e descreve reuniões com diplomatas e funcionários da ONU, Banco Mundial e FMI enquanto explica seu efeito nas políticas de ajuda externa. O livro é escrito a partir de uma perspectiva idealista e, apesar da raiva e do sentimento de culpa subjacente, Lewis permanece otimista. Enquanto ele era um diplomata profissional, suas reflexões no estilo de memórias sobre pessoas específicas, como Michel Camdessus, Carol Bellamy e Thabo Mbeki, eram chamadas de pouco diplomáticas. Apesar do estilo pouco diplomático do livro, Lewis manteve seu posto como enviado especial da ONU até o término do mandato em 2006.

## Lançamento
O livro foi lançado em 18 de outubro de 2005 quando Lewis começou a série de palestras Massey em Vancouver, no Canadá. A segunda palestra aconteceu em Winnipeg no dia 20, seguida por Montreal no dia 22, Halifax no dia 26 e a última em Toronto dois dias depois. A série foi gravada e exibida no Ideas, da CBC Radio One, entre os dias 7 e 11 de novembro daquele ano. Em cada evento, Lewis respondeu a perguntas do público e participou de sessões de autógrafos. A editora, House of Anansi Press, estava no último ano de seu contrato com a CBC para publicar a série Massey Lecture; enfrentando uma oferta competitiva da editora Penguin Books, Anansi promoveu agressivamente Race Against Time, com Lewis dando entrevistas à mídia local e participando de recepções. A CBC promoveu os eventos nacionalmente. Após uma impressão inicial de 25 000 cópias do livro por Anansi, juntamente com os CDs de áudio produzidos pela CBC Audio, houve uma segunda edição em 28 de junho de 2006 com uma nova seção de posfácio.

## Recepção e crítica

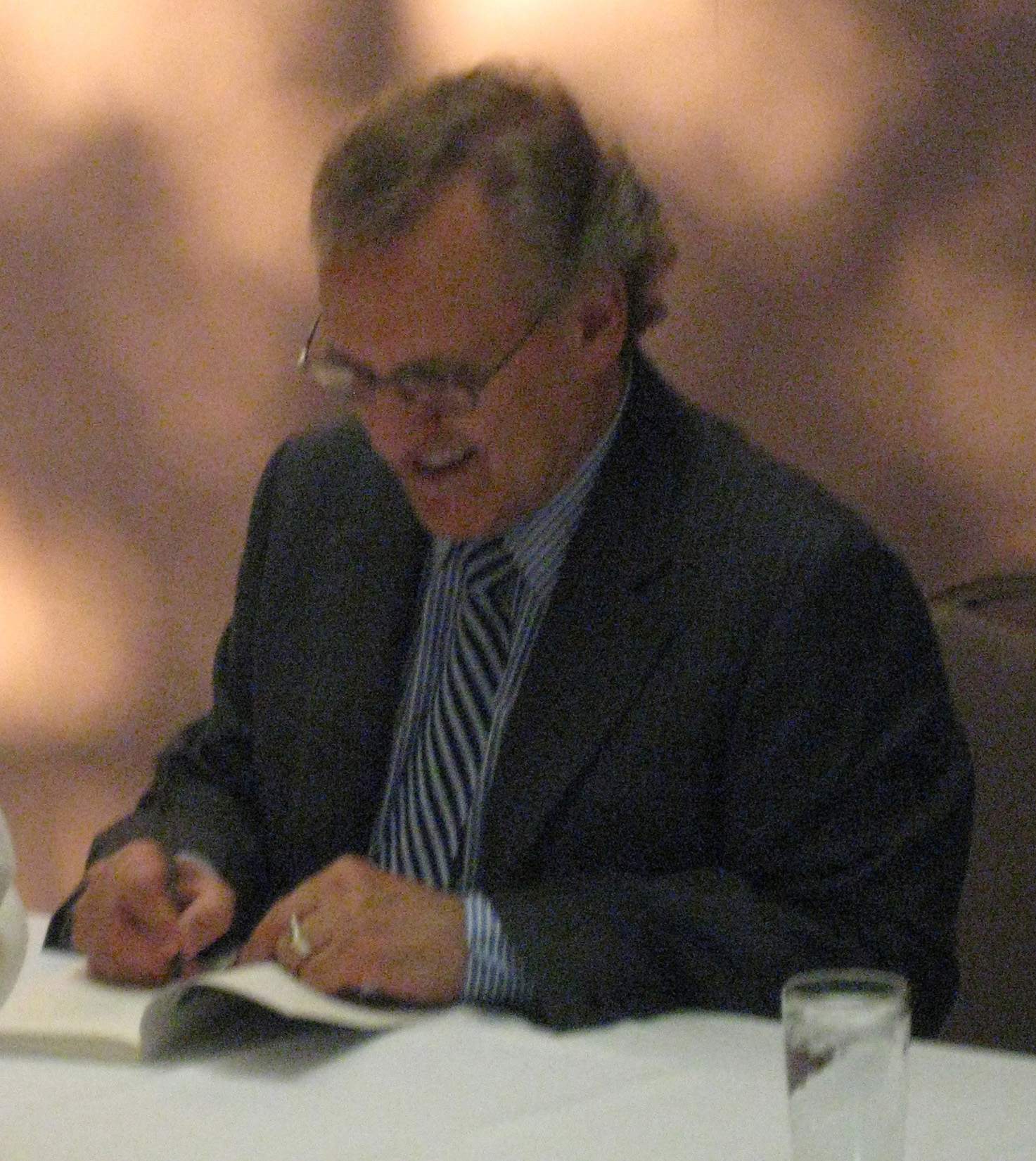
Stephen Lewis autografando uma cópia da segunda edição de Race Against Time

No mercado canadense, Race Against Time estreou em 5.º lugar na lista de best-sellers de não-ficção do jornal The Globe and Mail em 29 de outubro. A obra passou sete semanas em primeiro lugar e quarenta semanas entre os dez primeiros. Trechos do livro foram publicados no The Globe and Mail, Montreal Gazette e Alternatives Journal. Em junho de 2006, no Libris Awards da Canadian Booksellers Association, o livro ganhou como melhor obra de não-ficção do ano, e Lewis ganhou o prêmio de Autor do Ano. O livro foi pré-selecionado para o Pearson Writers' Trust Prize e o Trillium Book Award.
O livro foi recebido positivamente pelos críticos. A prosa tem sido chamada de magnífica, lúcida, eloquente e apaixonada. O apelo emocional de Lewis foi chamado de notavelmente sincero, sincero, poderoso e comovente. Conectar o trabalho diplomático e político da ONU e do Banco Mundial com efeitos específicos no terreno na África, e descrever o problema dos órfãos estavam entre os pontos fortes do livro. As críticas de Lewis são construtivas e, uma vez que vêm de um multilateralista tão ardente empregado pelas Nações Unidas, autoritárias. Um revisor de textos questionou várias das soluções potenciais de Lewis como contribuindo para o mesmo sistema que consistentemente falha em resolver suas falhas. Vários revisores notaram que o livro poderia ser usado como uma ferramenta eficaz para educar sobre a crise do HIV/AIDS e a situação do povo da África Subsariana.
Um artigo publicado no jornal The New York Times, em outubro de 2005, relatou as críticas do livro ao governo da África do Sul, destacando o presidente Thabo Mbeki e o ministro da Saúde Manto Tshabalala-Msimang. Lewis afirmou que os programas sul-africanos eram tímidos e confusos; um porta-voz do Ministério da Saúde caracterizou Lewis como um juiz tendencioso e desinformado da situação da África do Sul e respondeu que eles estão expandindo rapidamente os programas de tratamento. Em agosto de 2006, como orador principal na Conferência Internacional de AIDS em Toronto, Lewis sustentou suas críticas, chamando o governo da África do Sul de "ainda obtuso, demorado e negligente sobre o lançamento do tratamento".